# 烏爾亞拉
烏爾亞拉（芬蘭語：Urjala）是芬蘭南部皮尔坎马区的市镇。始建於1868年，市镇面積为505.41平方公里，最高點海拔高度140米，2023年人口数量为4,570人，人口密度為每平方公里9.61人。